# Sjeverozapadni Šošoni
Sjeverozapadni Šošoni (Northwestern Shoshoni), jedna od četiri glavne grane Sjevernih Šošona nastanjenih u dolinama sjevernog Utaha, napose u dolinama Weber (Weber Ute), Cache Valley (Cache Valley Šošoni) i duž sjeverne obale jezera Great Salt Lake (Pocatellova banda). 
Ranih 1860.-tih bilo ih je oko 1,500. Negdje 1840.-tih došavši do konja Sjeverozapadni Šošoni prihvaćaju prerijsku kulturu, a poglavica Pocatello vodi svoju skupinu u lov na bizone skroz u Wyoming. Uskoro ih pogađa tragedija. Godine 1862. istočnom obalom Great Salt Lakea dolaze bijeli pioniri i zauzimaju u cijelosti tradicionalno područje Cache Valleya, u posjedu Bear Hunter-ove bande. Mladi ratnici su se uznemirili pa dolazi do čarki koje će 1863. završiti dolaskom pukovnika Patrick Edward Connora s dvjestotinjak kalifornijskih volontera iz Camp Douglasa u Salt Lake City. Napali su zimski logor poglavice Bear Huntera na Beaver Creeku, oko 12 milja zapadno od mormonskog sela Franklin. U selu je bilo oko 450 Indijanaca, a četverosatno klanje završilo je pogibijom 23 američka vojnika i 250 Šošona, od čega 90 žena i djece, i ušlo u povijest kao Bear River Massacre. Bear Hunter je ubijen. 
Ugovorom Box Elder potpisan je mir u Brigham Cityju, Utah, 30 srpnja 1863. Sjeverozapadni Šošoni preseljeni su na rezervat Fort Hall u Idahu gdje im potomci žive i danas.

## Vanjske poveznice
- Shoshoni Indians: Northwestern Bands
- The Northwestern Band of Shoshone  Arhivirana inačica izvorne stranice od 30. siječnja 2008. (Wayback Machine)
- NW Band of Shoshone  Arhivirana inačica izvorne stranice od 8. listopada 2007. (Wayback Machine)